# Andie Gabauer

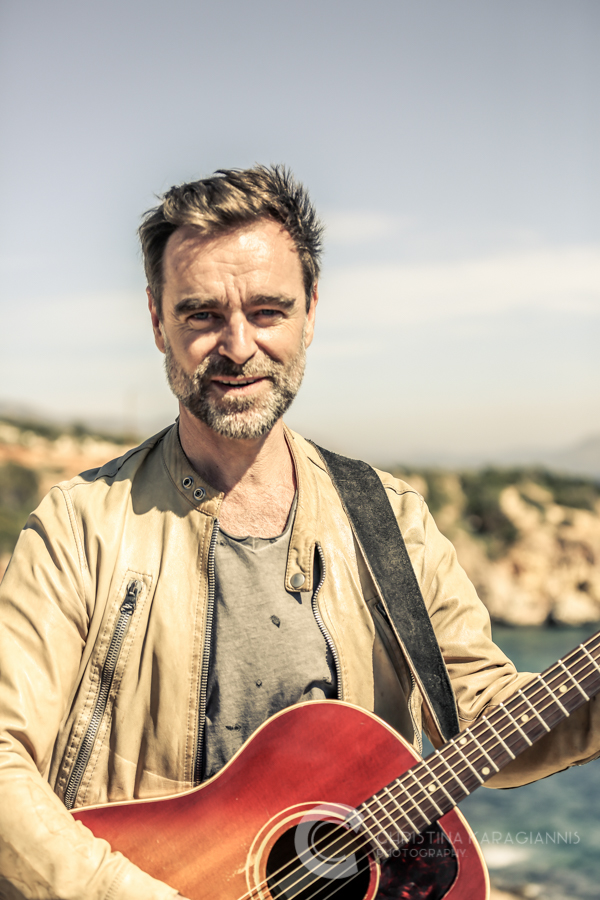
Andie Gabauer 2018

Andreas „Andie“ Gabauer (* 28. März 1969 in Wels) ist ein österreichischer Sänger, Gitarrist, Komponist vor allem im Bereich Funk und Pop. Er lebt als freischaffender Musiker in Wien.

## Leben und Wirken
Gabauer wuchs in Hörsching auf und begann bereits im Alter von 7 Jahren Gitarre zu spielen. Während seiner Zeit im Musikzweig am BORG Linz hatte er erste Engagements für Musicalhauptrollen wie in Chess und Little Shop Of Horror. Außerdem gründete er 1989 seine erste Band No Deal – später in Ændiæna umbenannt, mit Diana Jirkuff. Das erste Album von Ændiæna, Æ, erschien 1994. Nach der Matura begann er, Gesang für Jazz und Popularmusik am Brucknerkonservatorium Linz zu studieren, wo er Christian Roitinger kennenlernte und 1992 dessen Band Hot Pants Road Club beitrat.
Gabauer ist bzw. war Mitglied zahlreicher Bands und Musikprojekte. Im Jahr 2004 gründete er die Band Die Päpste, die Rockmusik mit deutschen Texten spielte. Mit Monika Ballwein, wie er Starmania-Stimmcoach, gründete er die gemeinsame Formation Live Spirits. Als Duo traten sie anfangs überwiegend mit Coversongs auf und veröffentlichten ab 2000 mehrere Alben. Im Jahr 2006 gründete Werner Eichhorn gemeinsam mit Didi Baumgartner und Andie Gabauer die Gruppe The FreeMenSingers, eine Folk-Rock Band, wobei die drei Gitarristen mit dreistimmigem Gesang und Wiener Schmäh auftreten und phasenweise auch vom englischen Gitarristen Neil Taylor unterstützt wurden. Das erste Album der Gruppe, Easy Rider, erschien 2010.
Im Jahr 2017 startete Gabauer sein Soloprojekt GABAUER mit Schlagzeuger Philipp Mayer und Bassist und Produzent Helmut Schartlmüller. Weitere Projekte Gabauers sind die Earth,-Wind&Fire-Tribute-Band The New L-ements, Frank Sinatra-Interpretationen mit Bigband oder Symphonie-Orchester, Shows mit der Band The Tribute mit Titeln von David Bowie (The Tribute plays Bowie), Pink Floyd, Prince und Peter Gabriel oder Auftritte mit Die Goldfisch, der originalen Falco-Band bei der jährlichen Falco-Nacht im Club U4.
Gabauer unterstützt mit Live-Gesang und Studio-Aufnahmen diverse ORF-Produktionen wie Dancing Stars (alle Staffeln seit Anbeginn), Starmania und die Die große Chance. Mehrfach stand er in Hauptrollen auf der Bühne in Musiktheater- und Musical-Produktionen, darunter in den Stücken Jesus Christ Superstar (2005 als Judas am Stadttheater Passau), The Artist Formerly Known As Prince (Ballettaufführung 1998 mit Musikbegleitung durch Andie Gabauer & The W. Bruendlinger Band) und Aladdin (u. a. 2002 im Grazer Festspielhaus). Gabauer war live auf der Bühne mit oder als Vorgruppe von unter anderem Gloria Gaynor, Al Jarreau, Lionel Richie, und Maceo Parker zu sehen.
Andie Gabauer ist verheiratet und Vater von drei Kindern.

## Diskografie (Auswahl)

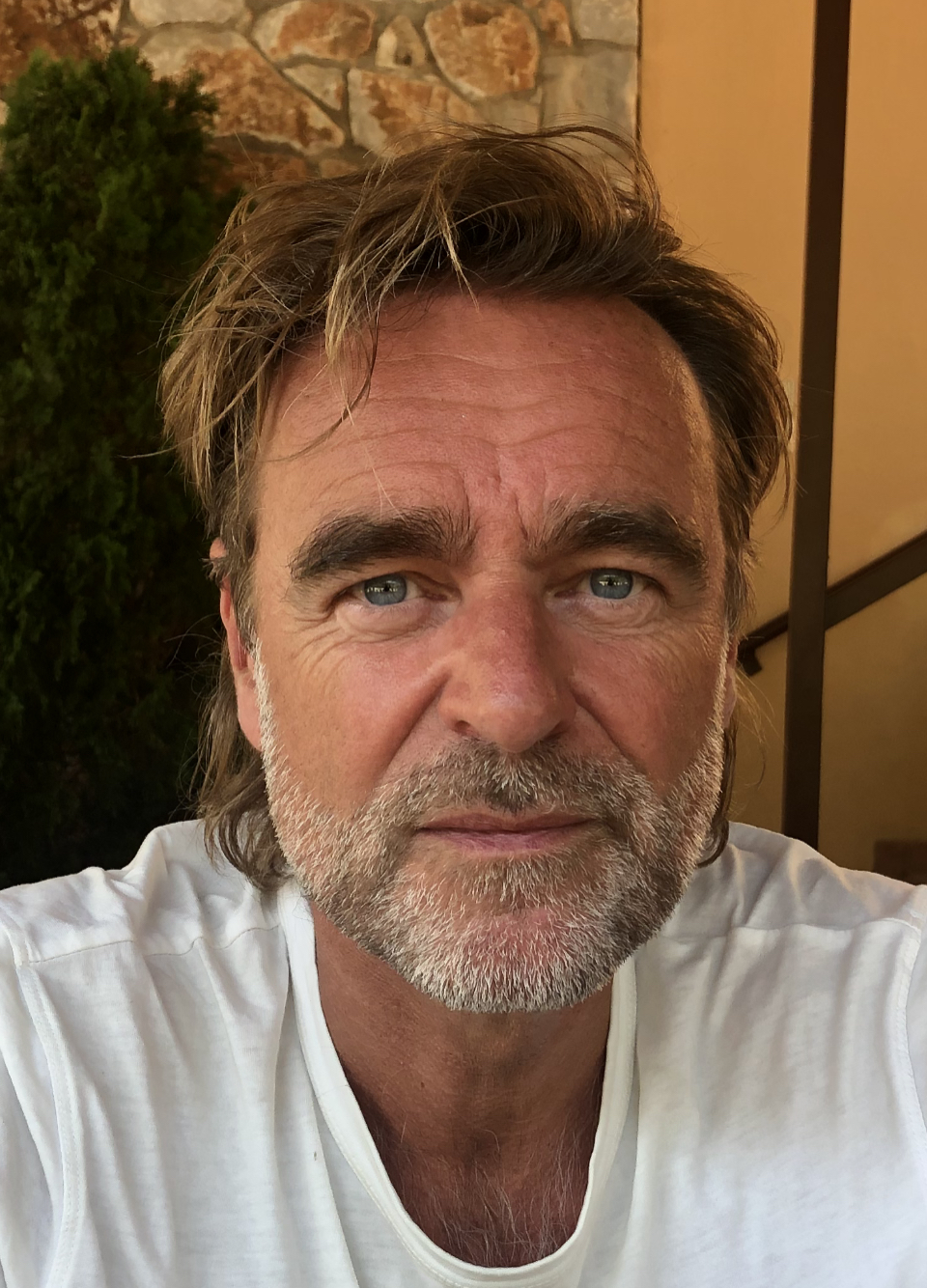
Andie Gabauer 2023

### Als Freemensingers
Alben
- Easy Rider (2010)
- On The Radio (2012)

Singles
- Oh My God (2020)
- The Buddha In Me (2021)

### Als Live Spirits
Alben
- Live Spirits (2000)
- Make You Feel Better (2009)
- Livespirits At Remembar (Live) (2013)
- Love Through Our Music (2016)

Singles
- Shine A Light On (2018)
- Under Water (2021)

### Featurings
- Rock den Shit mit MAdoppelT[17] (2004)
- Snow in the Desert mit Sunny Pfleger (2008)[18]

### Soloprojekt GABAUER
Singles
- Levitation (2018)
- Good Day (2020) featuring Livia Marie
- Play Your Own Game (2021)
- Heaven (2023)
- Would You Call This Love featuring Drew Sarich (2024)